# Leon Goebl
Leon Goebl (ur. 1882, zm. 1918 na Ukrainie) – inżynier polski.
Po odbyciu studiów technicznych osiadł w Rosji, przez pewien czas pełnił funkcję jednego z dyrektorów w petersburskich Zakładach Putiłowskich. Przeniesiony został następnie do Tokio, gdzie kierował trustem stalowym. W czasie I wojny światowej wrócił na ziemie polskie; ze względu na wykształcenie i doświadczenie handlowe brał udział w pracach komitetu technicznego guberni lubelskiej.
Zginął w wypadku samochodowym na Ukrainie w 1918. Był szwagrem Jana Kantego Federowicza, prezydenta Krakowa.